# Jacques Bompard

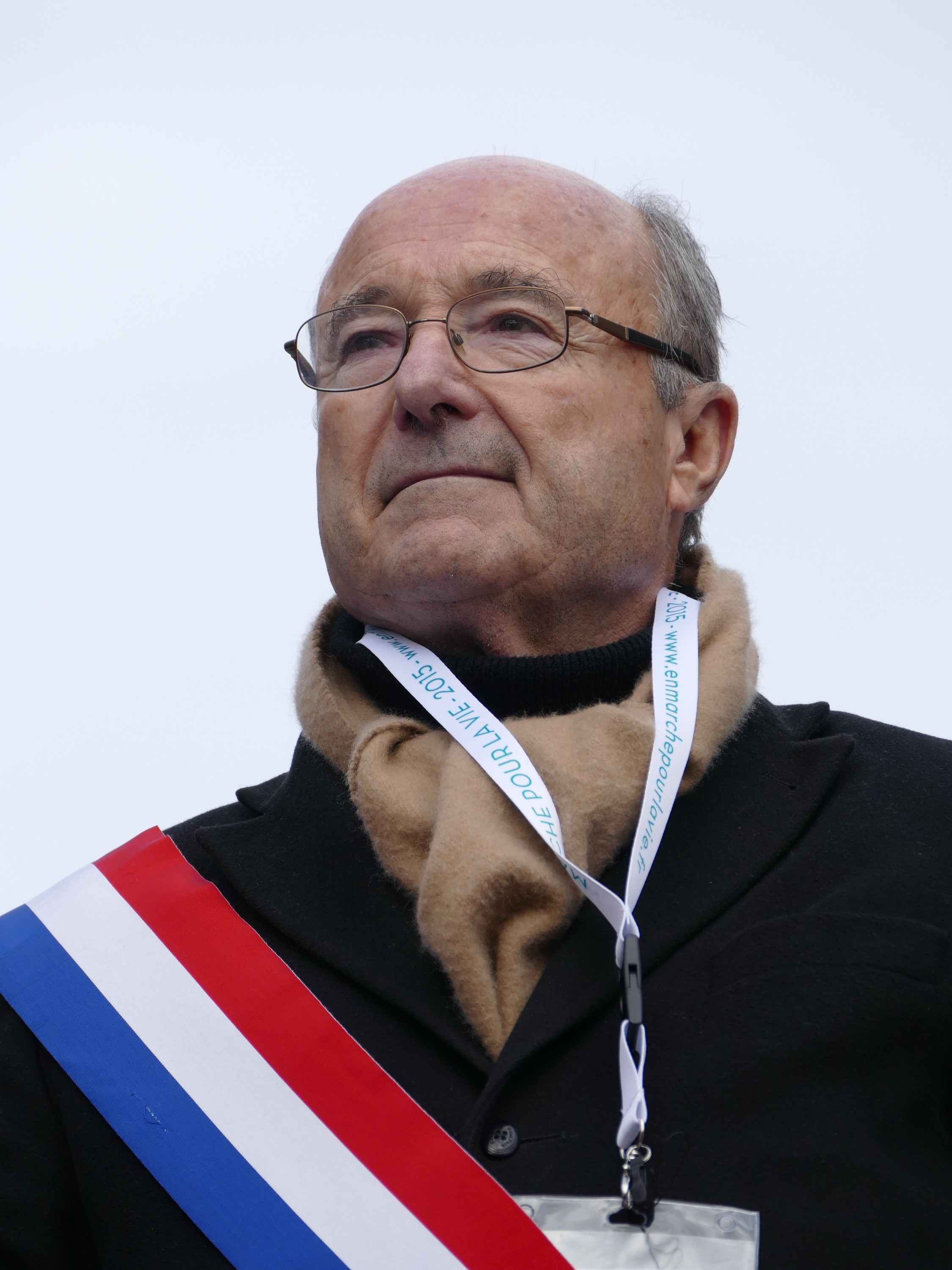
Jacques Bompard

Jacques Bompard (* 24. Februar 1943 in Montpellier, Département Hérault) ist ein nationalistischer französischer Politiker und Bürgermeister der Stadt Orange im Département Vaucluse.

## Karriere
Bompard studierte an der Universität von Montpellier und unterstützte zu dieser Zeit bereits die rechtsextreme Organisation „Organisation de l’armée secrète“, die gewaltsam die Unabhängigkeit Algeriens von Frankreich zu verhindern versuchte. Später wurde er Mitglied der ebenfalls rechtsaußen stehenden Organisation Occident. 1972 war er mit Jean-Marie Le Pen maßgeblich an der Gründung des Front National beteiligt. Von 1986 bis 1988 war Jacques Bompard Abgeordneter der Nationalversammlung für das Département Vaucluse. Seit 1995 ist er Bürgermeister der Stadt Orange.
Ende 2005 verließ Bompard die Front National und trat wenig später dem rechtskonservativen Mouvement pour la France bei. 2010 trat Jacques Bompard aus dem Mouvement pour la France aus, dem er zu enge Beziehungen zur UMP vorwarf, und gründete die Partei Ligue du Sud. 2012 wurde er bei den Parlamentswahlen erneut in die Nationalversammlung gewählt.
Jacques Bompard ist Zahnchirurg von Beruf.